# Giuseppe Ravano
Giuseppe Ravano, né le 5 février 1943 à Rapallo, est un cavalier italien de concours complet.

## Carrière
Giuseppe Ravano participe aux Jeux olympiques d'été de 1964 à Tokyo et remporte la médaille d'or de l'épreuve par équipe de concours complet sur son cheval King, terminant 14e du concours individuel. Il dispute aussi les Jeux olympiques d'été de 1968 à Mexico, abandonnant durant la compétition.